# 阿什米揚高地
阿什米揚高地是白俄羅斯的高地，位於白俄羅斯嶺西部，由明斯克州負責管轄，長110公里、寬40至50公里，面積約4,000平方公里，每年平均降雨量650至700毫米。